# البحرين في دورة الألعاب الآسيوية للشباب 2009
تنافست البحرين في دورة الألعاب الآسيوية للشباب 2009 التي عقدت في سنغافورة في الفترة من 29 يونيو إلى 7 يوليو 2009. أرسلت البحرين 22 رياضي الذين تنافسوا في 8 رياضات وحصلوا على ميدالية برونزية واحدة.

## ألعاب القوى

### الشباب
| الرياضي                                                            | المسابقة          | التصفيات | التصفيات | النهائيات | النهائيات |
| الرياضي                                                            | المسابقة          | النتيجة  | الترتيب  | النتيجة   | الترتيب   |
| ------------------------------------------------------------------ | ----------------- | -------- | -------- | --------- | --------- |
| علي الدوسري                                                        | 100 متر           | 11.68    | 5        | لم يتأهل  | لم يتأهل  |
| يونس سبيل                                                          | 400 متر           | 53.74    | 5        | لم يتأهل  | لم يتأهل  |
| علي عبد الله علي الدوسري يونس سبيل فيصل محمد حسين بوصفوان (احتياط) | 4 * 200 متر تتابع | 1:33.77  | 2 تأهلوا | 1:33.80   | برونزية   |

### الشابات
| الرياضية                                          | المسابقة          | التصفيات | التصفيات | النهائيات | النهائيات |
| الرياضية                                          | المسابقة          | النتيجة  | الترتيب  | النتيجة   | الترتيب   |
| ------------------------------------------------- | ----------------- | -------- | -------- | --------- | --------- |
| مريم الأنصاري                                     | القفز العالي      |          |          | 1.45      | 11        |
| مريم الأنصاري                                     | القفز الثلاثي     |          |          | 10.48     | 7         |
| دانة علي                                          | 100 متر           | 14.70    | 7        | لم تتأهل  | لم تتأهل  |
| بشرى المالكي                                      | 400 متر           | 1:09.98  | 5        | لم تتأهل  | لم تتأهل  |
| صالحة اللحدان                                     | 100 متر موانع     | 18.85    | 5        | لم تتأهل  | لم تتأهل  |
| مريم الأنصاري دانة علي بشرى المالكي صالحة اللحدان | 4 * 200 متر تتابع |          |          |           |           |

## كرة السلة
| الرياضيون                                       | المسابقة         | الدور التمهيدي                                        | الربع النهائي | النصف النهائي | النهائي       | الترتيب   |
| الرياضيون                                       | المسابقة         | الخصم النتيجة                                         | الخصم النتيجة | الخصم النتيجة | الخصم النتيجة | الترتيب   |
| ----------------------------------------------- | ---------------- | ----------------------------------------------------- | ------------- | ------------- | ------------- | --------- |
| نسرين الصائغ جميلة إبراهيم نورة محمد إيمان سليم | المجموعة الثالثة | الصين خسارة 33-0 الهند خسارة 34-2 سنغافورة خسارة 33-2 | لم يتأهلن     | لم يتأهلن     | لم يتأهلن     | لم يتأهلن |

### نتائج الدور التمهيدي
| 2 يوليو |  | الصين | 33–0 | البحرين |  |  |

| 2 يوليو |  | الهند | 34–2 | البحرين |  |  |

| 3 يوليو |  | البحرين | 2–33 | سنغافورة |  |  |

### ترتيب الدور التمهيدي
| المنتخب | لعب | فاز | خسر | له | عليه | الفارق | النقاط | الترتيب | الوضع   |
| ------- | --- | --- | --- | -- | ---- | ------ | ------ | ------- | ------- |
| البحرين | 3   | 0   | 3   | 4  | 100  | –96    | 3      | 4       | الإقصاء |

## كرة الطائرة الشاطئية
| الرياضيان          | المسابقة         | الدور التمهيدي                                | الربع النهائي       | النصف النهائي | النهائي       | الترتيب   |
| الرياضيان          | المسابقة         | الخصم النتيجة                                 | الخصم النتيجة       | الخصم النتيجة | الخصم النتيجة | الترتيب   |
| ------------------ | ---------------- | --------------------------------------------- | ------------------- | ------------- | ------------- | --------- |
| محمد حمد علي سلطان | المجموعة الثالثة | قطر فوز 2-0 تايوان خسارة 2-1 تايلند خسارة 2-0 | إندونيسيا خسارة 2-0 | لم يتأهلا     | لم يتأهلا     | لم يتأهلا |

### نتائج الدور التمهيدي
| التاريخ |         | النتيجة |         | الشوط 1 | الشوط 2 | الشوط 3 |
| ------- | ------- | ------- | ------- | ------- | ------- | ------- |
| 1 يوليو | قطر     | 0–2     | البحرين | 8–21    | 12–21   |         |
| 1 يوليو | البحرين | 1–2     | تايوان  | 14–21   | 21–19   | 13–15   |
| 2 يوليو | البحرين | 0–2     | تايلند  | 21–23   | 11–21   |         |

### ترتيب الدور التمهيدي
|         |         |      | المباريات | المباريات | النقاط | النقاط | النقاط | الأشواط | الأشواط | الأشواط |
| الترتيب | الفريق  | نقاط | فوز       | خسارة     | له     | عليه   | المعدل | له      | عليه    | المعدل  |
| ------- | ------- | ---- | --------- | --------- | ------ | ------ | ------ | ------- | ------- | ------- |
| 3       | البحرين | 4    | 1         | 2         | 122    | 119    | 1.025  | 3       | 4       | 0.750   |

## البولينغ

### الفردي
| الترتيب | الرياضي       | النتيجة |
| ------- | ------------- | ------- |
| 27      | أحمد القعود   | 1174    |
| 30      | حسين إبراهيم  | 1147    |
| 39      | طه صليل       | 1112    |
| 55      | رائد عبد الله | 1013    |

### الثنائي
| الترتيب | المنتخب                   | النتيجة |
| ------- | ------------------------- | ------- |
| 12      | حسين إبراهيم طه صليل      | 2413    |
| 20      | أحمد القعود رائد عبد الله | 2271    |

### الجماعي
| الترتيب | المنتخب | النتيجة |
| ------- | ------- | ------- |
| 6       | البحرين | 4762    |

## الإبحار
انضمت البحرين أيضا إلى المنافسة الشراعية في دورة الألعاب الآسيوية للشباب 2009 حيث أرسلت رياضي واحد من الذكور وهو فيصل عبد الله الذي احتل المركز السادس برصيد 63.